# 第68回アカデミー賞
第68回アカデミー賞（だい68かいアカデミーしょう）は1996年3月25日に発表・授賞式が行われた。司会はウーピー・ゴールドバーグ。メル・ギブソンの『ブレイブハート』が作品賞を始めとする5部門を受賞した。

## 式典
式典はドロシー・チャンドラー・パビリオンにて3時間39分に渡って執り行われた。
例年、アカデミー賞において、アフリカ系アメリカ人にあまり注意が払われていないのではないかという意見が全米黒人地位向上協会よりあったが、1995年度の式典にはプロデューサーに クインシー・ジョーンズ（初めてのアフリカ系アメリカ人）が起用された。
また、落馬事故によって麻痺状態となっていたクリストファー・リーヴが、事故以来初めて公共の場に登場して話題となった。

## 候補と受賞の一覧
太字は受賞である。
また、以下での人名表記は
1. 作品の日本語公式情報およびAMPAS公式サイトの日本版とWOWOWによる授賞式放送での表記に準ずる。
2. 見当たらない場合はデータベースサイトなどを参考。
3. それでもない場合は英語表記のままとする。

| 作品賞 | 監督賞 |
| --- | --- |
| - 『ブレイブハート』 – メル・ギブソン、ブルース・デイヴィ、スティーブン・マクヴィーティ、アラン・ラッド・Jr - 『アポロ13』 – ブライアン・グレイザー - 『ベイブ』 – ジョージ・ミラー、ビル・ミラー - 『イル・ポスティーノ』 – ガエターノ・ダニエル - 『いつか晴れた日に』 – リンゼイ・ドーラン | - メル・ギブソン – 『ブレイブハート』 - クリス・ヌーナン – 『ベイブ』 - ティム・ロビンス – 『デッドマン・ウォーキング』 - マイク・フィギス – 『リービング・ラスベガス』 - マイケル・ラドフォード – 『イル・ポスティーノ』 |
| 主演男優賞 | 主演女優賞 |
| - ニコラス・ケイジ – 『リービング・ラスベガス』 - リチャード・ドレイファス – 『陽のあたる教室』 - アンソニー・ホプキンス – 『ニクソン』 - ショーン・ペン – 『デッドマン・ウォーキング』 - マッシモ・トロイージ – 『イル・ポスティーノ』 （死後のノミネート） | - スーザン・サランドン – 『デッドマン・ウォーキング』 - エリザベス・シュー – 『リービング・ラスベガス』 - シャロン・ストーン – 『カジノ』 - メリル・ストリープ – 『マディソン郡の橋』 - エマ・トンプソン – 『いつか晴れた日に』 |
| 助演男優賞 | 助演女優賞 |
| - ケヴィン・スペイシー – 『ユージュアル・サスペクツ』 - ジェームズ・クロムウェル – 『ベイブ』 - エド・ハリス – 『アポロ13』 - ブラッド・ピット – 『12モンキーズ』 - ティム・ロス – 『ロブ・ロイ/ロマンに生きた男』 | - ミラ・ソルヴィノ – 『誘惑のアフロディーテ』 - ジョアン・アレン – 『ニクソン』 - キャスリーン・クインラン – 『アポロ13』 - メア・ウィニンガム – 『ジョージア』 - ケイト・ウィンスレット – 『いつか晴れた日に』 |
| 脚本賞 | 脚色賞 |
| - 『ユージュアル・サスペクツ』 – クリストファー・マッカリー - 『ブレイブハート』 – ランダル・ウォレス - 『誘惑のアフロディーテ』 – ウディ・アレン - 『ニクソン』 – オリバー・ストーン、クリストファー・ウィルキンソン、スティーヴン・J・リヴェル - 『トイ・ストーリー』 – ジョス・ウィードン、アンドリュー・スタントン、ジョエル・コーエン、アレック・ソコロウ、ジョン・ラセター、ピート・ドクター、ジョー・ランフト | - 『いつか晴れた日に』 – エマ・トンプソン - 『アポロ13』 – ウィリアム・ブロイルズ・Jr、アル・ライナート - 『ベイブ』 – ジョージ・ミラー、クリス・ヌーナン - 『リービング・ラスベガス』 – マイク・フィギス - 『イル・ポスティーノ』 – マイケル・ラドフォード、アンナ・パビナーノ、フリオ・スカルペッリ、Giacomo Scarpelli、マッシモ・トロイージ （死後のノミネート） |
| 外国語映画賞 | 歌曲賞 |
| - 『アントニア』 (オランダ) – マルレーン・ゴリス - 『あこがれ美しく燃え』 (スウェーデン) – ボー・ヴィーデルベリ - Dust of Life (アルジェリア) – ラシッド・ブシャル - 『愛の四重奏』 (ブラジル) – ファビオ・バレット - 『明日を夢見て』 (イタリア) – ジュゼッペ・トルナトーレ | - ｢カラー・オブ・ザ・ウィンド｣（『ポカホンタス』） – アラン・メンケン (作曲)、スティーヴン・シュワルツ (作詞) - "Dead Man Walkin'"（『デッドマン・ウォーキング』） – ブルース・スプリングスティーン (作詞・作曲) - "Have You Ever Really Loved a Woman"（『ドンファン』） – マイケル・ケイメン (作詞・作曲)、ブライアン・アダムス (作詞・作曲)、ロバート・ジョン・ラング (作詞・作曲) - "Moonlight"（『サブリナ』） – ジョン・ウィリアムズ (作曲)、アラン・バーグマン (作詞)、マリリン・バーグマン (作詞) - ｢君はともだち｣（『トイ・ストーリー』） – ランディ・ニューマン (作詞・作曲) |
| 長編ドキュメンタリー映画賞 | 短編ドキュメンタリー映画賞 |
| - Anne Frank Remembered – ジョン・ブレア - The Battle Over Citizen Kane – トーマス・レノン、マイケル・エプスタイン - Fiddlefest—Roberta Tzavaras and Her East Harlem Violin Program – アラン・ミラー、ウォルター・シェア - Hank Aaron: Chasing the Dream – マイケル・トリン、Fredric Golding - Troublesome Creek: A Midwestern – ジャンヌ・ジョーダン、スティーヴ・アスカー                                          | - One Survivor Remembers – ケイリー・アンソリス - Jim Dine: A Self-Portrait on the Walls – ナンシー・ダイン、リチャード・スティルウェル - The Living Sea – グレッグ・マクギリヴレイ、アレック・ロリモア - Never Give Up: The 20th Century Odyssey of Herbert Zipper – テリー・サンダース、フリーダ・リー・モック - The Shadow of Hate – チャールズ・グッケンハイム |
| 短編実写映画賞 | 短編アニメ映画賞 |
| - Lieberman in Love – クリスティーン・ラーティ、ジャナ・スー・メメル - Brooms – リューク・クレスウェル、スティーヴ・マクニコラス - Duke of Groove – グリフィン・ダン、トム・コールウェル - Little Surprises – ジェフ・ゴールドグラム、Tikki Goldberg - Tuesday Morning Ride – ダイアン・ヒューストン、ジョイ・ライアン                                                                                               | - 『ウォレスとグルミット、危機一髪!』 – ニック・パーク - The Chicken From Outer Space – ジョン・ディルワース - The End – クリス・ランドレス、ロビン・バーガー - Gagarin – アレクセイ・カリティディ - Runaway Brain – クリス・ベイリー |
| 劇映画音楽賞 | ミュージカル・喜劇映画音楽賞 |
| - 『イル・ポスティーノ』 – ルイス・エンリケス・バカロフ - 『いつか晴れた日に』 – パトリック・ドイル - 『アポロ13』 – ジェームズ・ホーナー - 『ブレイブハート』 – ジェームズ・ホーナー - 『ニクソン』 – ジョン・ウィリアムズ | - 『ポカホンタス』 – アラン・メンケン、スティーヴン・シュワルツ - 『サブリナ』 – ジョン・ウィリアムズ - 『アメリカン・プレジデント』 – マーク・シャイマン - 『トイ・ストーリー』 – ランディ・ニューマン - 『想い出の微笑』 – トーマス・ニューマン |
| 音響編集賞 | 録音賞 |
| - 『ブレイブハート』 – ロン・ベンダー、パー・ホールバーグ - 『クリムゾン・タイド』 – ジョージ・ウォーターズ二世 - 『バットマン フォーエヴァー』 – ジョン・レヴェック、ブルース・スタンブラー | - 『アポロ13』 – リック・ディオール、スティーヴン・ペデルソン、スコット・ミラン、デヴィッド・マクミラン - 『ブレイブハート』 – アンディ・ネルソン、スコット・ミラン、アンナ・ベルマー、ブライアン・シモンズ - 『バットマン フォーエヴァー』 – ドナルド・O・ミッチェル、フランク・A・モンタノ、マイケル・ハービック、ピーター・ヒダル - 『クリムゾン・タイド』 – ケヴィン・オコネル、リック・クライン、グレゴリー・H・ワトキンス、ウィリアム・B・カプラン - 『ウォーターワールド』 – スティーヴ・マスロウ、グレッグ・ランデイカー、キース・A・ウェスター                                |
| 美術賞 | 撮影賞 |
| - 『恋の闇 愛の光』 – ユージニオ・ザネッティ (美術・装置) - 『リトル・プリンセス』 – ボー・ウェルチ (美術)、シェリル・カラシク (装置) - 『アポロ13』 – マイケル・コレンブリス (美術)、メリディス・ボスウェル (装置) - 『ベイブ』 – ロジャー・フォード (美術)、ケリー・ブラウン (装置) - 『リチャード三世』 – トニー・バロウ (美術・装置)                                                                             | - 『ブレイブハート』 – ジョン・トール - 『リトル・プリンセス』 – エマニュエル・ルベツキ - 『上海ルージュ』 – リュイ・ラー - 『いつか晴れた日に』 – マイケル・コールター - 『バットマン フォーエヴァー』 – スティーヴン・ゴールドブラット |
| メイクアップ賞 | 衣裳デザイン賞 |
| - 『ブレイブハート』 - ピーター・フランプトン、ポール・パティソン、ロイス・バーウェル - 『最高のルームメート』 - グレッグ・キャノン、ボブ・ラデン、コリーン・キャラハン - 『ミ・ファミリア』 - ケン・ディアス、マーク・サンチェス | - 『恋の闇 愛の光』 - ジェームズ・アシュソン - 『ブレイブハート』 - チャールズ・ノッド - 『いつか晴れた日に』 - ジェニー・ビーヴァン、ジョン・ブライト - 『12モンキーズ』 - ジュリー・ウェイス - 『リチャード三世』 - シュナ・ハーウッド |
| 編集賞 | 視覚効果賞 |
| - 『アポロ13』 - マイク・ヒル、ダニエル・P・ハンリー - 『クリムゾン・タイド』 - クリス・レベンゾン - 『ベイブ』 - マーカス・ダルシー、ジェイ・フリードキン - 『セブン』 - リチャード・フランシス＝ブルース - 『ブレイブハート』 - スティーヴン・ローゼンブラム | - 『ベイブ』 - スコット・E・アンダーソン、チャールズ・ギブソン、Neal Scanlan、ジョン・コックス - 『アポロ13』 - ロバート・レガート、マイケル・カンファー、レスリー・エッカー、マーク・スウィーニー |

### アカデミー名誉賞
- チャック・ジョーンズ[5]
- カーク・ダグラス[6]

### アカデミー特別業績賞
- ジョン・ラセター (トイ・ストーリー)[7]

### ゴードン・E・ソーヤー賞
- ドナルド・C・ロジャース

### 統計
| 候補数 | 作品名                    |
| ------ | ------------------------- |
| 10     | ブレイブハート            |
| 9      | アポロ13                  |
| 7      | ベイブ                    |
| 7      | いつか晴れた日に          |
| 5      | イル・ポスティーノ        |
| 4      | デッドマン・ウォーキング  |
| 4      | リービング・ラスベガス    |
| 4      | ニクソン                  |
| 4      | トイ・ストーリー          |
| 3      | バットマン フォーエヴァー |
| 3      | クリムゾン・タイド        |
| 2      | 12モンキーズ              |
| 2      | リトル・プリンセス        |
| 2      | 誘惑のアフロディーテ      |
| 2      | ポカホンタス              |
| 2      | 恋の闇 愛の光             |
| 2      | リチャード三世            |
| 2      | サブリナ                  |
| 2      | ユージュアル・サスペクツ  |

| 受賞数 | 作品名                   |
| ------ | ------------------------ |
| 5      | ブレイブハート           |
| 2      | アポロ13                 |
| 2      | ポカホンタス             |
| 2      | 恋の闇 愛の光            |
| 2      | ユージュアル・サスペクツ |

## プレゼンター・パフォーマー[8]

### プレゼンター
| プレゼンター                                                   | 役                                                              |
| -------------------------------------------------------------- | --------------------------------------------------------------- |
| Les Marshak                                                    | アナウンサー                                                    |
| ピアース・ブロスナン ナオミ・キャンベル クラウディア・シファー | 衣裳デザイン賞                                                  |
| ダイアン・ウィースト                                           | 助演男優賞                                                      |
| アリシア・シルヴァーストーン                                   | メイクアップ賞                                                  |
| エマ・トンプソン                                               | 美術賞                                                          |
| ロビン・ウィリアムズ                                           | 名誉賞 (チャック・ジョーンズ) 特別業績賞                        |
| ジャッキー・チェン カリーム・アブドゥル＝ジャバー              | 短編実写映画賞 短編アニメ映画賞                                 |
| サンドラ・ブロック                                             | 音響編集賞                                                      |
| スティーヴン・セーガル                                         | 録音賞                                                          |
| マーティン・ランドー                                           | 助演女優賞                                                      |
| ジム・キャリー                                                 | 撮影賞                                                          |
| ゴールディ・ホーン カート・ラッセル                            | 編集賞                                                          |
| リチャード・ドレイファス                                       | Academy Award for Technical Achievement ゴードン・E・ソーヤー賞 |
| ウィル・スミス                                                 | 視覚効果賞                                                      |
| ニコラス・ケイジ エリザベス・シュー                            | 短編ドキュメンタリー映画賞 長編ドキュメンタリー映画賞           |
| メル・ギブソン                                                 | 外国語映画賞                                                    |
| スティーヴン・スピルバーグ                                     | 名誉賞 (カーク・ダグラス)                                       |
| クインシー・ジョーンズ シャロン・ストーン                      | 劇映画音楽賞 ミュージカル・喜劇映画音楽賞                       |
| アーサー・ヒラー (AMPAS 会長)                                  | In Memoriam                                                     |
| スーザン・サランドン                                           | 脚本賞                                                          |
| アンソニー・ホプキンス                                         | 脚色賞                                                          |
| クリストファー・リーヴ                                         | The montage saluting social issues                              |
| アンジェラ・バセット ローレンス・フィッシュバーン              | 歌曲賞                                                          |
| ロバート・ゼメキス                                             | 監督賞                                                          |
| トム・ハンクス                                                 | 主演女優賞                                                      |
| ジェシカ・ラング                                               | 主演男優賞                                                      |
| シドニー・ポワチエ                                             | 作品賞                                                          |

### パフォーマー
| 名前                                    | 役           | 内容                                               |
| --------------------------------------- | ------------ | -------------------------------------------------- |
| トム・スコット                          | 編曲         | オーケストラ                                       |
| グロリア・エステファン                  | パフォーマー | "Moonlight" (サブリナ)                             |
| ライル・ラヴェット ランディ・ニューマン | パフォーマー | ｢君はともだち｣ (トイ・ストーリー}                  |
| Stomp                                   | パフォーマー | 音響編集賞モンタージュ                             |
| ブルース・スプリングスティーン          | パフォーマー | "Dead Man Walking" (デッドマン・ウォーキング)      |
| セビアン・グローバー                    | パフォーマー | ｢雨に唄えば｣ タップダンス(ジーン・ケリー)          |
| ヴァネッサ・ウィリアムス                | パフォーマー | ｢カラー・オブ・ザ・ウィンド｣ (ポカホンタス)        |
| ブライアン・アダムス                    | パフォーマー | "Have You Ever Really Loved a Woman?" (ドンファン) |
| テイク6                                 | パフォーマー | 歌曲賞メドレー                                     |

## In Memoriam
In Memoriamのコーナーでは、俳優のジンジャー・ロジャース、ディーン・マーティン、マーティン・バルサム、バール・アイヴス、ラナ・ターナー、ハイン・S・ニョール、マイケル・ホーダーン、アレクサンダー・ゴドノフ、ジョージ・バーンズ、俳優・監督のアイダ・ルピノ、監督のルイ・マル、作曲家のロージャ・ミクローシュ、アニメーターのフリッツ・フレレング、脚本家のテリー・サザーンなど、1995年度に亡くなった映画人の功績が紹介された。